# Campeonato Mundial de Judo de 1980
El XI Campeonato Mundial de Judo se celebró en Nueva York (Estados Unidos) entre el 29 y el 30 de noviembre de 1980 bajo la organización de la Federación Internacional de Judo (IJF) y la Federación Estadounidense de Judo. Fue un campeonato exclusivo para las categorías femeninas.

## Medallistas

### Femenino
| Evento            | Oro                        | Plata                       | Bronce                                                           |
| ----------------- | -------------------------- | --------------------------- | ---------------------------------------------------------------- |
| –48 kg            | Jane Bridge Reino Unido    | Anna De Novellis · Italia   | Marie-France Colignon Francia Mary Lewis Estados Unidos          |
| –52 kg            | Edith Hrovat · Austria     | Kaori Yamaguchi Japón       | Pascale Doger Francia Bridgette McCarthy Reino Unido             |
| –56 kg            | Gerda Winklbauer · Austria | Marie-Paule Panza Francia   | Loretta Doyle · Reino Unido · Jeanine Meulemans · Bélgica        |
| –61 kg            | Anita Staps · Países Bajos | Laura Di Toma · Italia      | Ingrid Berg RFA Martine Rottier Francia                          |
| –66 kg            | Edith Simon · Austria      | Dawn Netherwood Reino Unido | Christine Penick Estados Unidos Cathérine Pierre Francia         |
| –72 kg            | Jocelyne Triadou Francia   | Barbara Claßen RFA          | Avril Malley · Reino Unido · Jolanda van Meggelen · Países Bajos |
| +72 kg            | Margherita De Cal · Italia | Paulette Fouillet Francia   | Ingrid Berghmans · Bélgica · Christiane Kieburg · RFA            |
| Categoría abierta | Ingrid Berghmans · Bélgica | Paulette Fouillet Francia   | Barbara Claßen RFA Barbara Fest Estados Unidos                   |

## Medallero
| Núm. | País           | Oro | Plata | Bronce | Total |
| ---- | -------------- | --- | ----- | ------ | ----- |
| 1    | Austria        | 3   | 0     | 0      | 3     |
| 2    | Francia        | 1   | 3     | 4      | 8     |
| 3    | Italia         | 1   | 2     | 0      | 3     |
| 4    | Reino Unido    | 1   | 1     | 3      | 5     |
| 5    | Bélgica        | 1   | 0     | 2      | 3     |
| 6    | Países Bajos   | 1   | 0     | 1      | 2     |
| 7    | RFA            | 0   | 1     | 3      | 4     |
| 8    | Japón          | 0   | 1     | 0      | 1     |
| 9    | Estados Unidos | 0   | 0     | 3      | 3     |
|      | TOTAL          | 8   | 8     | 16     | 32    |